# Fernando Soledade
Fernando Soledade (ur. 5 lutego 1879 w Rio de Janeiro, zm. 6 maja 1959 tamże) – brazylijski strzelec, medalista olimpijski.
Soledade wystąpił w czterech konkurencjach na igrzyskach w Antwerpii. Zdobył brązowy medal w zawodach drużynowych w strzelaniu z pistoletu dowolnego z 50 m. W drużynowych zawodach w pistolecie wojskowym zajął wraz z drużyną czwarte miejsce.